# ルキウス・マルキウス・ピリップス (紀元前56年の執政官)
ルキウス・マルキウス・ピリップス（ラテン語: Lucius Marcius Philippus、紀元前102年ごろ - 紀元前43年ごろ）は、紀元前1世紀初期・中期の共和政ローマの政務官。紀元前56年に執政官（コンスル）を務めた。初代皇帝アウグストゥスの継父でもある。

## 出自
ピリップスはプレプス（平民）であるマルキウス氏族の出身。紀元前367年のリキニウス・セクスティウス法によりプレプスも執政官になることが認められると、マルキウス氏族も高位の役職を得るようになった。後の紀元前1世紀に作られた系図では伝説的な愛国者グナエウス・マルキウス・コリオラヌスを先祖としているが、これが正しいとすれば王政ローマの第4代王アンクス・マルキウスにたどり着き、さらに母方をたどると第2代王ヌマ・ポンピリウスにつながる。古代の系図学者は、マルキウス氏族はヌマ・ポンピリウスの血をひくことから、軍神マールスの子孫としている。
紀元前4世紀半ばにガイウス・マルキウス・ルティルスは、プレプス出身者として始めて独裁官（ディクタトル）と監察官に就任し、また執政官を四度務めている。この点について、ドイツの歴史家ミュンツァーは、マルキウス氏族は実際にはパトリキ（貴族）の起源を持つと推察している。
ピリップスのコグノーメン（第三名、家族名）を名乗ったのは、紀元前281年の執政官クィントゥス・マルキウス・ピリップス である。古代の資料はこの家族名をマケドニア王の名前と関連付けているが、明らかに誤りである。現代の歴史学者は、一般的な家族名である「ピロ」（プブリリウス氏族やウェトゥリウス氏族が使用）と同じ起源と考えている。
カピトリヌスのファスティによれば、ピリップスの父のプラエノーメン（第一名、個人名）はルキウス、祖父はクィントゥスである。祖父は高位政務官職にはついていないが、父は紀元前91年の執政官ルキウス・マルキウス・ピリップスである。母系を辿ると、祖母がパトリキのクラウディウス氏族出身である。

## 経歴
歴史学者はプラエトル（法務官）就任年とコルネリウス法（Lex Cornelia de magistratibus）が定める政務官就任年齢制限から、ピリップスの生誕年を紀元前102年ごろと考えている。ピリップスは早くに結婚し（息子は紀元前80年頃に生まれている）、紀元前70年代末頃から政治活動を始めたことが知られている。紀元前62年にプラエトルに就任するが、そのときの同僚の一人がカエサルであった。法務官任期満了後、ピリップスは成立したばかりのシリア属州の総督職を命じられ、2年間をそこで過ごした。
ローマに戻って間もなくの紀元前58年か紀元前57年、ピリップスは二度目の結婚をした。妻はカエサルの姪であるアティアで、両者の間に子供は生まれなかったが、この結婚は彼に大きな影響を与えた。カエサルはポンペイウスおよびクラッススと政治的同盟を結び（第一回三頭政治）、ローマで最も有力な政治家の一人となっていた。カエサル本人はプロコンスル（前執政官）として両ガリア（キサルピナおよびトランサルピナ）の総督となり、本格的なガリア征服を開始していた。ピリップスの息子も、アティアの妹と結婚した。アティアの連れ子で紀元前63年生まれのガイウス・オクタウィウス・トゥリヌスは、成長するとカエサルの後継者とみなされるようになった。これらすべてが、ピリップスとカエサルの同盟をより強固なものにした。
紀元前56年、ピリップスは、グナエウス・コルネリウス・レントゥルス・マルケッリヌスとともに執政官に就任した。就任直前には、亡命が解除されてローマに戻ったキケロに、パラティヌスにあった旧宅を返却する提案を支持している。全般として、執政官としてのピリップスは、カエサル、ポンペイウス、クラッススの政策執行者であったに過ぎず、資料の中では執政官として言及されているのは時折に過ぎない。
紀元前54年、前サルディニア属州総督マルクス・アエミリウス・スカウルス（紀元前56年法務官）が、権力乱用罪で告訴されるが、寛大な処置を求めた9人の執政官経験者に、ピリップスも名を連ねている。紀元前49年1月、カエサルとポンペイウスの内戦が始まった。元老院議員の大多数はポンペイウスを支持してカエサルと戦うとし、ポンペイウスは支持者達に属州を分配した。このときカエサルとの関係が深いピリップスは、除外された。カエサルがローマに進軍してくると、ポンペイウスは大勢を立て直すためにバルカン半島に移動し、元老院議員の多くもそれに従った。一方でピリップスはナポリに留まり、カエサルに対して内戦や政治全般に関与しない旨を伝え、許可を得た。
カエサル暗殺直後（紀元前44年）、継子のオクタウィウスがカエサルの後継者に指名されていたことが分かる。まだ18歳に過ぎなかったオクタウィウスに対し、ピリップスはカエサルの名前を名乗らず、また遺産を放棄するように進言した。オクタウィウスは最初はピリップスの助言に従うつもりであったが、考えを変えガイウス・ユリウス・カエサル・オクタウィアヌスと名乗る。このことは、アウグストゥスの自伝に書かれている。カエサルの後継者を称える様々な栄誉が元老院で議論されたが、ピリップスはオクタウィアヌスを招いて、フォルムに彼の像を建てるようにした。
紀元前43年、ピリップスはカエサル派のマルクス・アントニウスに派遣された特使に、セルウィウス・スルピキウス・ルフス（紀元前51年執政官）、ルキウス・カルプルニウス・ピソ・カエソニヌス（紀元前58年執政官）と共にに選ばれた。アントニウスは、カエサル暗殺犯の一人であるデキムス・ユニウス・ブルトゥス・アルビヌスが総督を務めていたガリア・キサルピナの総督職を要求しており、三人は内戦を避けるためにこれを撤回するように説得したが、アントニウスは主張を変えなかった。その後、ピリップスに関する記録は紀元前43年夏に2回あるが、それが最後である。おそらくはその後すぐに死去したのであろう。

## 家族
ピリップスの最初の結婚の相手は不明だが、息子と娘があった。息子ルキウスは紀元前38年に補充執政官となっている。娘マルキアはマルクス・ポルキウス・カト・ウティケンシスと結婚したが、クィントゥス・ホルテンシウス・ホルタルスがマルキアとの結婚を申し込んだ。当時、マルキアは妊娠していたが、カトはピリップスの承認を得てマルキアと離婚し、ホルタルスに引き渡した。ホルタルスの遺言により、彼の死後マルキアは大金を手にし、その後、再びカトの妻となった。
二度目の結婚では子供はできなかった。息子ルキウスが継母の妹と結婚したことで、実父の義理の弟となった。孫娘はパウッルス・ファビウス・マクシムス（紀元前11年執政官）と結婚し、ひ孫娘はセクストゥス・アップレイウス（西暦14年執政官）と結婚した。

## 参考資料

### 古代の資料
- アッピアノス『ローマ史』
- ウェッレイウス・パテルクルス『ローマ世界の歴史』
- プルタルコス『対比列伝』
- ガイウス・スエトニウス・トランクィッルス『皇帝伝』
- マルクス・トゥッリウス・キケロ『セスティウス弁護』
- マルクス・トゥッリウス・キケロ『執政官属州について』
- マルクス・トゥッリウス・キケロ『アッティクス宛書簡集』
- マルクス・トゥッリウス・キケロ『ブルトゥス宛書簡集』
- ガイウス・ユリウス・カエサル『内乱記』

### 研究書
- Grimal P. Cicero. - M .: Molodaya gvardiya, 1991 .-- 544 p. - ISBN 5-235-01060-4 .
- Broughton R. Magistrates of the Roman Republic. - N. Y. , 1952. - Vol. II. - P. 558.
- Münzer F. Claudius 386 // Paulys Realencyclopädie der classischen Altertumswissenschaft . - 1899. - Bd. III, 2. - Kol. 2886.
- Münzer F. Marcius // Paulys Realencyclopädie der classischen Altertumswissenschaft . - 1930. - Bd. IV. - Kol. 1535-1540.
- Münzer F. Marcius 76 // Paulys Realencyclopädie der classischen Altertumswissenschaft . - 1930. - Bd. IV. - Kol. 1568-1571.
- Münzer F. Marcius 77 // Paulys Realencyclopädie der classischen Altertumswissenschaft . - 1930. - Bd. IV. - Kol. 1571-1572.
- Münzer F. Römische Adelsparteien und Adelsfamilien. - Stuttgart, 1920.